# Tom Watson (golfista)
Thomas Sturges Watson, más conocido como Tom Watson (Kansas City, Estados Unidos, 4 de septiembre de 1949), es un golfista y entrenador de golf estadounidense que participa actualmente en el Champions Tour y que tuvo una destacada carrera en el PGA Tour. Fue clasificado como el jugador número 1 del mundo de 1978 a 1982 y clasificó segundo en los años 1983 y 1984 detrás del golfista español Severiano Ballesteros.

## Trayectoria
Watson fue uno de los golfistas más prominentes durante parte de los años 1970 y los años 1980. Obtuvo la victoria en ocho torneos majors: cinco en el Abierto Británico, dos en el Masters de Augusta y una en el Abierto de los Estados Unidos. Además, logró ocho segundos puestos, 25 top 5 y 46 top 10 en torneos mayores.
Terminó como líder en la lista de ganancias del PGA Tour en cinco temporadas: 1977 (cinco victorias), 1978 (cinco), 1979 (cinco), 1980 (siete), 1984 (tres). A lo largo de su carrera en el circuito estadounidense, acumuló 39 victorias y 219 top 10.
Fuera del PGA Tour, venció en la Serie Mundial de Golf de 1980, el Abierto de Australia de 1984, el Abierto de Hong Kong de 1992, y cuatro torneos del circuito japonés. Por otra parte, jugó la Copa Ryder de 1977, 1981, 1983 y 1989 con la selección estadounidense, donde logró 10,5 puntos en 15 partidos.
Ganó el U. S. Open de 1982, aunque días atrás admitió haber jugado de manera terrible. Practicó mucho su juego corto porque sabía que probablemente tendría que apoyarse más en él. Practicó los chips cuesta abajo de los greenes de Pebble Beach en la hierba profunda, intentando darle loft al palo para que la bola aterrizara suavemente.
Finalmente, en el último hoyo, hizo un birdie y ganó a Jack Nicklaus por dos golpes. El birdie le tranquilizó de saber que ganaría con un par. Cuando era estudiante en Standford, fue a ese mismo campo en una docena de ocasiones y siempre jugaba un pequeño juego consigo mismo en el que tenía que hacer par para ganar el U. S. Open contra Jack Nicklaus, y en 1982, en efecto, su sueño se hizo realidad.
El 26 y 27 de noviembre de 1983 Jack Nicklaus, Arnold Palmer, Gary Player y Tom Watson jugaron por un premio de 360.000 dólares en el primer Skins Game.
En 1999, Watson se unió al Senior PGA Tour, el circuito de veteranos de Estados Unidos. Ha ganado 14 torneos, incluyendo seis majors, y se ubicó primero en la lista de ganancias de 2003 y quinto en 2005. En tanto, ha diseñado varios campos de golf, entre ellos el Club de Golf Nacional de Kansas City.
El hito más reciente en la carrera de Watson ocurrió en el Abierto Británico de Golf de 2009, torneo que lideró durante la mayor parte de las cuatro rondas y que perdió en un desempate a cuatro hoyos ante su compatriota Stewart Cink.
En 1988, Watson ingresó al Salón de la Fama del Golf Mundial.